# وكيل (دشتابي الغربي)
وکیل (بالفارسية: وکیل‌آباد) هي قرية تقع في إيران في قسم دشتابي الغربي الريفي.